# Plocama putorioides
Plocama putorioides es una especie de planta fanerógama perteneciente a la familia Rubiaceae. Es un endemismo de Socotra en Yemen.

## Taxonomía
Plocama putorioides fue descrita por (Radcl.-Sm.) M.Backlund & Thulin y publicado en Taxon 56: 324. 2007.
Sinonimia
- Gaillonia putorioides Radcl.-Sm.
- Jaubertia putorioides (Radcl.-Sm.) Thulin
- Neogaillonia putorioides (Radcl.-Sm.) Linchevskii[3]